# The Captain and the Kids
The Captain and the Kids è una serie di cortometraggi d'animazione in bianco e nero (eccetto per Il Natale del Capitano e per Petunia Natural Park, in technicolor) prodotti e distribuiti dalla Metro-Goldwyn-Mayer tra il 1938 e il 1939 e diretti principalmente da Robert Allen, William Hanna e Friz Freleng. Basata sulla striscia a fumetti di Rudolph Dirks Bibì e Bibò, fu la prima serie autoprodotta dalla MGM dopo aver fondato un proprio studio d'animazione. La serie non ebbe molto successo, terminando dopo quindici corti distribuiti in meno di un anno. Di conseguenza Freleng tornò alla Warner Bros., dove era già stato animatore.
Il cast principale della serie è composto da Billy Bletcher nel ruolo del Capitano, Martha Wentworth in quello di Tordella, Shirley Reed e Jeanne Dunne come voci dei bambini e Mel Blanc nel ruolo di John Silver.

## Filmografia
1938
- Cleaning House, regia di Robert Allen
- Blue Monday, regia di William Hanna
- Poultry Pirates, regia di Friz Freleng
- The Captain's Pup, regia di Robert Allen
- A Day at the Beach, regia di Friz Freleng
- What a Lion!, regia di William Hanna
- The Pygmy Hunt, regia di Friz Freleng
- Old Smokey, regia di William Hanna
- Buried Treasure, regia di Robert Allen
- The Winning Ticket, regia di Burt Gillett
- The Honduras Hurricane, regia di Friz Freleng
- Il Natale del Capitano (The Captain's Christmas), regia di Friz Freleng

1939
- Petunia Natural Park, regia di Friz Freleng
- Seal Skinners, regia di Friz Freleng
- Mama's New Hat, regia di Friz Freleng